# Nijaz Duraković
Nijaz Duraković (* 1. ledna 1949 Stolac – 29. ledna 2012, Sarajevo) byl bosenskohercegovský sociolog a bývalý komunistický politik.
V roce 1971 vstoupil do SKJ. V 80. letech byl aktivní ve Svazu komunistů Bosny a Hercegoviny, jehož se stal také i předsedou. V prosinci 1989 byl zvolen za předsedu ústředního výboru SKBiH. Mezi lety 1988 až 1991 byl členem předsednictva ÚV SKJ. V čele republikové odnože SKJ zůstal i během její transformace v sociálně demokratickou stranu na začátku 90. let. Byl členem válečného předsednictva Bosny a Hercegoviny během války z let 1992–1995. V roce 2002 odešel z funkce předsedy sociálních demokratů a do roku 2006 byl poslancem bosenského parlamentu.